# 전한 문제

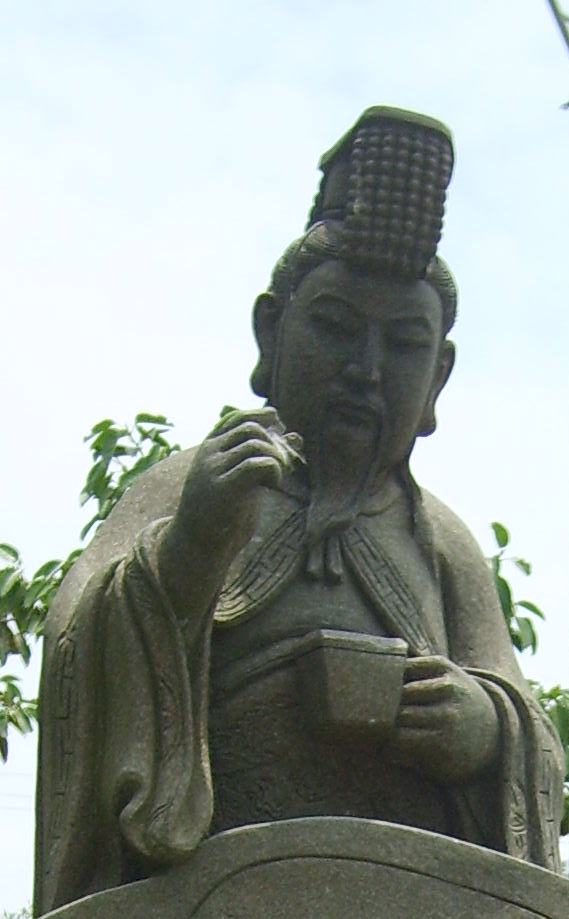

한 태종 효문황제 유항(漢 太宗 孝文皇帝 劉恆, 기원전 202년 ~ 기원전 157년 6월)은 전한의 제5대 황제(재위 : 기원전 180년 ~ 기원전 157년)이다. 고제의 사남이자 혜제의 이복동생이다.
즉위 전 대왕이었으며, 여태후의 죽음과 함께 형제들에 의해 황제로 추대되었다. 아들 효경제와 함께 유교를 통치 철학으로 확립하고, 소모적인 대외원정을 피하는 한편 경제를 안정시켜 문경지치(文景之治)를 이룩하였다.

## 즉위 전
고제 11년(기원전 196년), 스스로 대나라 왕(代王)을 일컬으며 한나라에 모반을 일으킨 진희가 고제에게 결정적인 패전을 당한 후 대나라 왕으로 봉해졌고 태원군을 더 받아 태원군 진양현(晉陽縣, 지금의 산시성 타이위안시)에 도읍을 두었다가 얼마 후 중도현(中都縣, 지금의 산시성 핑야오현)으로 옮겼다. 왕후 왕씨(王氏)와의 사이에서 네 아들을 두었으나 모두 요절했고, 사랑하는 첩 두씨(효문황후)에게서 계, 무 두 아들을 두었다. 적모 여태후와 그 일족이 통치하던 여태후 7년(기원전 181년)에는 후사가 끊긴 조공왕 유회 사후 조왕 후보에 올랐으나 사양하고 대나라에 머물렀다. 여태후 8년(기원전 180년), 여태후가 죽고 주발 · 진평 · 제애왕 · 성양경왕(당시 주허후) 등이 여씨 세력을 토벌하면서 황제로 추대되었는데, 원래는 제애왕을 황제로 세우기로 했었으나 유택 등의 대신들이 제애왕의 외가 사씨가 여씨와 같이 될 것을 꺼려 어머니 박씨의 세력이 약한 대왕이 추대되었다.

## 문경의 치(文景之治)
문제는 인군으로 안정과 검약을 실천하였다. 후세의 황제가 자신의 통치를 자랑하려 할 때, '나의 정치가 과연 한의 문제만 한가'라고 자문할 정도로 근검절약을 실천에 옮긴 현군이다. 특히 문제의 통치철학은 한 초에 유행하였던 황로학의 영향을 받아 무위자연사상이 정치에 그대로 반영되고 있다. 이리하여 진의 시황제(始皇帝)를 타산지석으로 삼아 인위적인 무리한 정치를 피하고, 민생을 안정시키며 순리에 따라 정사를 펴나갔기 때문에 진시황제 이래 혹독하게 시달려 오던 백성들이 안정을 취할 수가 있었다.
특히 유교주의 정치가인 가의(賈誼)가 건의한 치안책(治安策)은 문제의 통치에 큰 영향을 주었다. 경제정책면에서는 고조(高祖) 시대의 지조인 15분의 1세를 30분의 1로 감축하였고, 만년에는 토지세를 폐지하였다. 또한 백성의 요역을 경감하고 진 이래의 악법인 연좌제와 신체에 고문을 가하는 육형(肉刑)을 폐지하였고, 언론의 자유를 보장하였다. 이를 통해 문제 시대에는 이전과는 다른 보다 민본적인 사회로 나아갈 수 있었다. 문제의 통치는 중국 역대의 절대군주가 자신의 치적을 내세우기 위하여 대외원정이나 대토목 사업을 일으킨 것과 같은 인위적인 정치가 아니라 무위의 정치로 백성을 쉬게 한 안정화 정책이었다. 일례로 BC. 174년에 있었던 회남왕 유장의 모반사건을 계기로 박사인 가의나 조조(鼂錯)는 중앙정부를 강화하고 지방세력을 약화시키는 강간약지정책(強幹弱枝政策)을 내세워 제후왕의 영지를 삭감할 것을 강력히 주장하였다. 그러나 문제는 그것이 제후국과의 힘 겨루기로 이어져 애써 이룩한 민생의 안정을 흔들 것으로 판단하여 제후왕과의 대결을 피하고 종래의 군국제(郡國制)를 유지하였다.
문제의 뒤를 이은 경제(景帝)도 대체로 부친의 정책을 그대로 답습하였다. 이리하여 문제ㆍ경제 재위 40년간(BC.180 - BC.141)의 안정화 정책으로 황폐한 농촌사회는 휴식을 취하면서 생산력을 증가시켜 국력이 회복되어 번영을 누리게 되었다. 이와같은 문경 시대의 사회적 번영과 경제력의 회복은 다음에 오는 무제(武帝)시대의 막대한 국가운영과 대외원정을 감행할 수 있었던 재정과 군사비 조달의 배경이 되었다.

## 평가
도덕적인 군주로 평가되고 있으며 어머니 박씨에 대한 효심이 지극했다 한다.

## 문제와 말(馬)
문제는 모두 아홉 필의 준마를 얻었는데, 모두 세상에서 제일가는 명마들이였다고 한다. 말의 이름은 각각 부운(浮雲), 적전(赤電), 절군(絶群), 일표(逸驃), 자연(紫燕), 녹이총(錄離驄), 용자(龍子), 인구(鱗驅), 절진(絶塵)이었다. 이 아홉 필의 말들을 문제는 '구일(九逸)'이라고 불렀고 말을 모는 사람은 '왕량(王良)'이라고 불렀다.

## 가족 관계
- 부 : 전한 제1대 황제 고조
- 모 : 효문태후 박씨(孝文太后 薄氏)
  - 왕후(적처) : 대왕후(代王后) - 한 문제가 대왕(代王) 시절에 맞이한 왕후. 문제가 황제로 즉위하기 전에 사망했으며, 황후로 추존치 않아 왕후로 남았다.
    - 4남 모두 요절

  - 황후(후처) : 효문황후 두씨(孝文皇后 竇氏) - 본래 후궁이었으나 유항이 황제가 되면서 황후가 됨
    - 장녀 : 관도장공주 유표(館陶長公主 劉嫖)
    - 부마 : 당읍후 진오
      - 외손녀 : 진아교(陳阿嬌) - 무제의 황후, 후에 폐출

    - 장남 : 한 경제 유계(漢景帝 劉啟)
      - 손자 : 무제

    - 차남 : 양효왕 유무(梁孝王 劉武)

  - 후궁 : 신부인(愼夫人)
  - 후궁 : 윤희(尹姬)
  - 후궁 : 미상
    - 3남 : 태원왕 유참(太原王 劉參) - 생모미상
    - 4남 : 양회왕 유읍(梁懷王 劉揖) - 생모미상, 추락사
    - 차녀 : 창평공주(昌平公主) - 생모미상

## 기년
| 문제 | 서력(西曆)                           | 간지(干支) | 기년(紀年)      |
| 원년 | 기원전 180년 10월 ~ 기원전 179년 9월 | 임술(壬戌) | 전원(前元) 원년 |
| 2년  | 기원전 179년 10월 ~ 기원전 178년 9월 | 계해(癸亥) | 전원(前元) 2년  |
| 3년  | 기원전 178년 10월 ~ 기원전 177년 9월 | 갑자(甲子) | 전원(前元) 3년  |
| 4년  | 기원전 177년 10월 ~ 기원전 176년 9월 | 을축(乙丑) | 전원(前元) 4년  |
| 5년  | 기원전 176년 10월 ~ 기원전 175년 9월 | 병인(丙寅) | 전원(前元) 5년  |
| 6년  | 기원전 175년 10월 ~ 기원전 174년 9월 | 정묘(丁卯) | 전원(前元) 6년  |
| 7년  | 기원전 174년 10월 ~ 기원전 173년 9월 | 무진(戊辰) | 전원(前元) 7년  |
| 8년  | 기원전 173년 10월 ~ 기원전 172년 9월 | 기사(己巳) | 전원(前元) 8년  |
| 9년  | 기원전 172년 10월 ~ 기원전 171년 9월 | 경오(庚午) | 전원(前元) 9년  |
| 10년 | 기원전 171년 10월 ~ 기원전 170년 9월 | 신미(辛未) | 전원(前元) 10년 |
| 문제 | 서력(西曆)                           | 간지(干支) | 기년(紀年)      |
| 11년 | 기원전 170년 10월 ~ 기원전 169년 9월 | 임신(壬申) | 전원(前元) 11년 |
| 12년 | 기원전 169년 10월 ~ 기원전 168년 9월 | 계유(癸酉) | 전원(前元) 12년 |
| 13년 | 기원전 168년 10월 ~ 기원전 167년 9월 | 갑술(甲戌) | 전원(前元) 13년 |
| 14년 | 기원전 167년 10월 ~ 기원전 166년 9월 | 을해(乙亥) | 전원(前元) 14년 |
| 15년 | 기원전 166년 10월 ~ 기원전 165년 9월 | 병자(丙子) | 전원(前元) 15년 |
| 16년 | 기원전 165년 10월 ~ 기원전 164년 9월 | 정축(丁丑) | 전원(前元) 16년 |
| 17년 | 기원전 164년 10월 ~ 기원전 163년 9월 | 무인(戊寅) | 후원(後元) 원년 |
| 18년 | 기원전 163년 10월 ~ 기원전 162년 9월 | 기묘(己卯) | 후원(後元) 2년  |
| 19년 | 기원전 162년 10월 ~ 기원전 161년 9월 | 경진(庚辰) | 후원(後元) 3년  |
| 20년 | 기원전 161년 10월 ~ 기원전 160년 9월 | 신사(辛巳) | 후원(後元) 4년  |
| 문제 | 서력(西曆)                           | 간지(干支) | 기년(紀年)      |
| 21년 | 기원전 160년 10월 ~ 기원전 159년 9월 | 임오(壬午) | 후원(後元) 5년  |
| 22년 | 기원전 159년 10월 ~ 기원전 158년 9월 | 계미(癸未) | 후원(後元) 6년  |
| 23년 | 기원전 158년 10월 ~ 기원전 157년 9월 | 갑신(甲申) | 후원(後元) 7년  |

## 전한 문제를 연기한 배우들
- 진건봉(陳鍵鋒) -《미인심계》(2010)

## 같이 보기
- 적공